# ミュージック・エクスプレス
『ミュージック・エクスプレス』（Music Express）は、NHK・衛星放送で2006年4月から2007年3月まで1年間放送された若年層向けの音楽番組である。

## 概要
2006年4月30日より衛星第2テレビ（BS2）にて、「サンデーヤングミュージック」枠（日曜 18:00 - 18:50）で月1回（年8回）ペースで、原則としてその月の最終日曜18:00 - 18:50に放送された。
BS2の放送2日後の毎月最終火曜（もしくは翌月第1火曜日）の18:00 - 18:50に、NHKハイビジョンで放送されたほか、日本国外向けのNHKワールド・プレミアムでも放送された。
司会は同局アナウンサー高山哲哉と、タレントの河辺千恵子のコンビが務めた。また、タイトル題字は安齋肇、タイトルコールはPUFFYが担当した。
2007年3月25日（BS hiは3月27日）の放送を最後に、予定の8回で終了となった。

## 収録
収録は月1回、東京・渋谷にあるNHKホールでの公開収録だった。また、トーク部分については「ポップジャム 第8シーズン」と同様にNHKスタジオでの別収録だった。
姉妹番組である『POP JAM 第10シーズン』（総合テレビ。2007年3月16日終了）と同一日に併録にて収録し、出演者も一部POP JAMと同じ出演者が登場していた。
2006年5月より月1回の特番（プレミアム10枠）となっていた『POP JAM』（旧題POP JAM DX）の放送が9月より毎週金曜深夜（土曜日未明）0:30の放送となり、『POP JAM』が週3回分収録となったものの、「ミュージック・エクスプレス」は従来通り1回放送分として行われた。収録は原則として毎月第4月曜日に行われていた。
また、司会者（本番組では高山・河辺）とゲストアーティストによるトークのスタイルは、その後の『MUSIC JAPAN』（総合テレビ、2007年4月 - 2016年3月）以降の音楽番組にも継承されている。

## 出演アーティスト
（50音順。日付はNHKBS2の放送日）
第1回（2006.4.30）
ORANGE RANGE、GaGaalinG、上木彩矢、カミタミカ、川嶋あい、GOING UNDER GROUND、DJ OZMA、東方神起、HIGH and MIGHTY COLOR、元ちとせ、PUFFY、リュ・シウォン
第2回（2006.6.25）
アンティークトイ、いきものがかり、UVERworld、倖田來未、後藤真希、SunSet Swish、T.M.Revolution、Tommy heavenly、AAA、中ノ森BAND、ナナムジカ、美勇伝、Rain
第3回（2006.7.30）
amplified、エイジアエンジニア、神話、鈴木亜美、D.D.D、NAOMI YOSHIMURA、HIGH and MIGHTY COLOR、平原綾香、ポルノグラフィティ、松田亮治、mihimaru GT、モーニング娘。、RAG FAIR
第4回（2006.9.24）
w-inds.、カミタミカ、好色人種、ことばおじさんとアナウンサーズ、コブクロ、タタ・ヤン、パク・ヨンハ、ビート・クルセイダース、福田沙紀、Berryz工房、森山直太朗、ユハラユキ
第5回（2006.10.29）
abingdon boys school、安倍なつみ、大塚愛、8otto、ゴスペラーズ、サクラメリーメン、ザ・ルーズドッグス、ジェイ・チョウ、シャ乱Q、橘慶太、Tommy heavenly、TRICERATOPS、BoA
この回は2006年10月2日に大阪市にあるNHK大阪ホールの5周年記念として「POP JAM」との併録で公開収録が行われた。
第6回（2006.11.26）
Aqua Timez、Emyli、GAM、K、SATOMI'、Salyu、THE ALFEE、TRF、DJ OZMA、中村中、HIGH and MIGHTY COLOR、平原綾香、ユハラユキ
第7回（2007.2.25）
安藤裕子、いきものがかり、AKB48、Gackt、Crystal Kay、小池徹平、サガユウキ、ショコラ&アキト（ショコラ・片寄明人）、東方神起、中村中、FONK、mihimaru GT、EUPHORIA、WISE
第8回（2007.3.25）
中孝介、安良城紅、伊藤由奈、KREVA、GRAPEVINE、倖田來未、Sista Five、JYONGRI、Chara、秦基博、浜崎あゆみ、山田優、Lead、ROCK'A'TRENCH